# Chris Hakius
Chris Hakius (San Jose, 14 dicembre 1971) è un batterista statunitense stoner metal.

## Biografia
Chris Hakius è stato batterista degli Asbestosdeath, continuando poi negli Sleep. Dopo lo scioglimento degli Sleep, ha suonato nei The Sabians. Successivamente ha formato gli Om assieme ad Al Cisneros, anch'egli ex membro degli Sleep. Il 31 gennaio 2008 Hakius ha annunciato di aver lasciato gli Om.

## Discografia
- 1990 – Dejection (Asbestosdeath)
- 1990 – Unclean (Asbestosdeath)
- 1991 – Volume One (Sleep)
- 1992 – Volume Two (Sleep)
- 1993 – Sleep's Holy Mountain (Sleep)
- 1999 – Jerusalem (Sleep)
- 2002 – Beauty for Ashes (The Sabians)
- 2003 – Shiver (The Sabians)
- 2003 – Dopesmoker (Sleep)
- 2005 – Variations on a Theme (Om)
- 2006 – Conference of the Birds (Om)
- 2006 – Bedouin's Vigil (Om)
- 2006 – Rays of the Sun / To the Shrinebuilder (Om)
- 2007 – Pilgrimage (Om)
- 2008 – Live at Jerusalem (Om)